# Municipio de Grant (condado de Douglas)
El municipio de Grant (en inglés: Grant Township) es un municipio ubicado en el condado de Douglas en el estado estadounidense de Kansas. En el año 2010 tenía una población de 371 habitantes y una densidad poblacional de 8,72 personas por km².

## Geografía
El municipio de Grant se encuentra ubicado en las coordenadas 39°0′58″N 95°13′24″O / 39.01611, -95.22333. Según la Oficina del Censo de los Estados Unidos, el municipio tiene una superficie total de 42.56 km², de la cual 41,76 km² corresponden a tierra firme y (1,87 %) 0,8 km² es agua.

## Demografía
Según el censo de 2010, había 371 personas residiendo en el municipio de Grant. La densidad de población era de 8,72 hab./km². De los 371 habitantes, el municipio de Grant estaba compuesto por el 92,99 % blancos, el 2,43 % eran afroamericanos, el 1,35 % eran amerindios, el 0,27 % eran asiáticos, el 0,54 % eran de otras razas y el 2,43 % eran de una mezcla de razas. Del total de la población el 3,77 % eran hispanos o latinos de cualquier raza.